# Roman Potočný
Roman Potočný (* 25. dubna 1991 Roudnice nad Labem) je český profesionální fotbalista, který hraje na pozici útočníka za český klub FC Zbrojovka Brno. V roce 2020 odehrál také 1 utkání v dresu české reprezentace.

## Klubová kariéra
Svoji fotbalovou kariéru začal v SK Roudnice nad Labem, kde působil do dorostu. Poté zamířil nejdříve do AC Sparta Praha a poté do Bohemians 1905.

### Bohemians 1905
Před jarní částí sezony 2010/11 se propracoval do prvního týmu. Celkem za klub odehrál 6 zápasů (2 v 1. lize a 4 ve 2. lize), v nichž se gólově neprosadil.

#### SK Roudnice nad Labem (hostování)
V únoru 2012 se vrátil zpět na hostování do Roudnice nad Labem, kde působil půl roku.

#### SFC Opava (hostování)
V zimním přestupovém období ročníku 2012/13 odešel hostovat do SFC Opava. Během celého svého působení nastoupil k 6 střetnutím, v nichž branku nevstřelil. Na jaře 2013 klub sestoupil do MSFL.

#### FC MAS Táborsko (hostování)
Před sezonou 2013/14 odešel na roční hostování do FC MAS Táborsko. V klubu se v 7 druholigových zápasech gólově neprosadil.

### SK Sokol Brozany
V létě 2014 posílil divizní klub SK Sokol Brozany, přičemž měl ještě zaměstnání, nejprve pracoval ve stavební firmě majitele brozanského klubu a pak jako prodavač v prodejně značkového oblečení v Praze. Za klub během půl roku vsítil 12 branek ve 4. nejvyšší soutěži a další 4 v poháru. Společně s tehdejším spoluhráčem Jaroslavem Bendou, který vsítil 14 gólů v divizi, byli tahouny mužstva.

### FK Teplice
V lednu 2015 byl na testech v prvoligovém týmu FK Teplice, s nimiž odletěl na soustředění na Kypr. Teplické představitele zaujal o něco dříve ve vzájemném přípravném utkání, kdy za Brozany dvakrát skóroval. Trenéra Zdenka Ščasného v přípravě přesvědčil a zařadil se do kádru. Za Teplice debutoval v soutěžním zápase 21. února 2015 proti FC Baník Ostrava (výhra 1:0). V druhém ligovém zápase 28. února proti SK Slavia Praha vstřelil dva góly a velkou měrou se přičinil o konečnou remízu 2:2. Byly to jeho první góly v nejvyšší soutěži. Celkem odehrál do zimní přestávky sezóny 2016/17 ePojisteni.cz ligy za Teplice 54 ligových zápasů a nastřílel v nich 9 branek.

### FC Slovan Liberec
V lednu 2017 přestoupil do FC Slovan Liberec.

### FC Baník Ostrava
V lednu 2020 přestoupil do FC Baník Ostrava.
SK Dynamo České Budějovice
V roce 2022 přestoupil do SK Dynamo České Budějovice. Na sezonu 2023/24 byl poslán na hostování do FC Zbrojovka Brno, kde po konci sezony podepsal smlouvu.

### FC Zbrojovka Brno
V létě 2024 se stal hráčem FC Zbrojovka Brno

## Reprezentační kariéra
Dne 6. září 2020 dostal svoji první pozvánku do českého národního týmu na zápas Ligy národů proti Skotsku. K tomu mu napomohla i nucená karanténa prvního týmu, který odehrál zápas se Slovenskem.